# Gerichtsbezirk Laibach
Der Gerichtsbezirk Laibach (slowenisch: sodni okraj Ljubljana) war ein dem Bezirksgericht Laibach unterstehender Gerichtsbezirk im Kronland Krain. Er umfasste Teile des politischen Bezirks Laibach Umgebung und die Stadt Laibach (Ljubljana) und wurde 1919 dem Staat Jugoslawien zugeschlagen. Der Gerichtsbezirk wies 1910 die höchste Einwohnerzahl und die achtgrößte Fläche der 31 Gerichtsbezirke der Krain auf.

## Geschichte
Der Gerichtsbezirk entstand infolge eines Ministervortrags vom 6. August 1849, in dem die Grundzüge der Gerichtseinteilung festgelegt wurden. Nachdem im Dezember 1849 die Gebietseinteilung der Gerichtsbezirke sowie die Zuweisung der Gerichtsbezirke zu den neu errichteten Bezirkshauptmannschaften durch die „politische Organisierungs-Commission“ festgelegt worden war, nahmen die Bezirksgerichte der Krain per 1. Juni 1850 ihre Tätigkeit auf. Für Laibach und sein Umland wurden zunächst zwei getrennte Gerichtsbezirke eingerichtet, wobei ein Gerichtsbezirk die Stadt Laibach und ein Gerichtsbezirk die Umgebung Laibachs umfasste. Der Gerichtsbezirk der Stadt Laibach umfasste neben der eigentlichen Stadt auch die Gradischa-Vorstadt, die Kapuziner-Vorstadt, die Karlstädter-Vorstadt, die Krakauer-Vorstadt, die St. Peter-Vorstadt, die Polana-Vorstadt und die Tirnau-Vorstadt. Der Gerichtsbezirk Laibach Umgebung bestand aus den 68 Katastralgemeinden Bizovik (Wisowik), Brezovica (Bresowitz), Černuče (Tschernutsch), Dobravca (Dobrauza), Dobrova (Dobrawa), Dobrunje (Dobruine), Draga (Draga), Dravlje (Draule), Gameljne (Gamling), Glinca (Gleinitz), Golo (Golu), Golo Berdo (Golowerdu), Grosuplje (Grosslup), Ižka Vas (Iggdorf), Javor (Javor), Jezero (Seedorf), Ježica (Jeschza), Kašelj (Kaschel), Lanišče (Lanische), Lipoglov (Lipoglou), Log (Log), Loka (Igglack), Mali Verh (Kleingupf), Medvode (Zwischenwässern), Moste (Moste), Nadgorca (Nadgoritz), Orle (Orle), Pijava Gorica (Piautzbüchel), Podgorica (Podgoritz), Podmolnik (Podmolnik), Podsmereka (Podsmerek), Ponova Vas (Pöndorf), Preska (Preska), Sela (Sela), Šentvid (St. Veit), Slape (Slape), Šmarja (St. Marein), Šmartno (St. Martin), Sora (Zeier), Sostro (Sostru), Spodnja Šiška (Unterschischka), Spodnje Pirnice (Unterpirnitsch), Stanežiče (Staneschitz), Stara Vas (Altendorf), Štepana Vas (Stefansdorf), Stožice (Stoschze), Stranska Vas (Streindorf), Studenčiče (Studentschitsch), Studenec (Brunndorf), Sveti Agata (St. Agatha), Švica (Schuitze), Tacen (Tazen), Tomišelj (Tomischl), Topolj (Topol), Udmat (Udmath), Verblene (Werblene), Vič (Waitsch), Vino (Vinu), Vižmarje (Wischmarje), Zadobrova (Sadobrowa), Zapotok (Sapotok), Zbile (Swile), Želimlje (Schelimle), Zgornja Senica (Obersenitza), Zgornja Šiška (Oberschischka), Zgornje Pirnice (Oberpirnitsch) und Žlebe (Schlebe). In der Folge wurde Laibach und der Gerichtsbezirk Laibach Umgebung zu einem Gerichtsbezirk zusammengelegt. Zusammen mit dem Gerichtsbezirk Oberlaibach bildete der Gerichtsbezirk Laibach (ohne die Stadt Laibach) den Bezirk Laibach.
| Jahr | Fläche (km²) | Ein- wohner | Slowenisch- sprachige | Deutsch- sprachige |
| ---- | ------------ | ----------- | --------------------- | ------------------ |
| 1880 |              | 65.512      | 57.397                | 6.196              |
| 1890 |              | 72.737      | 65.588                | 5.724              |
| 1900 | 623,31       | 81.255      | 78.427                | 6.256              |
| 1910 | 612,06       | 93.356      | 83.856                | 7.104              |

Der Gerichtsbezirk wies 1880 eine anwesende Bevölkerung von 65.512 Personen auf, wobei 57.397 Menschen Slowenisch und 6.196 Menschen Deutsch als Umgangssprache angaben. 1910 wurden für den Gerichtsbezirk 93.356 Personen ausgewiesen, von denen 83.856 Slowenisch (89,8 %) und 7.104 Deutsch (7,6 %) sprachen.
Durch die Grenzbestimmungen des am 10. September 1919 abgeschlossenen Vertrages von Saint-Germain wurde der Gerichtsbezirk Laibach zur Gänze dem Königreich Jugoslawien zugeschlagen.

## Gerichtssprengel
Der Gerichtssprengel Laibach umfasste infolge der Zusammenfassung der Katastralgemeinden zu Gemeinden 1910 die 29 Gemeinden Brezovica (Bresowitz), Črnuče (Tschernutsch), Devica Marija v Polju (Mariafeld), Dobrova, Dobrunje (Dobruine), Grosuplje (Großlupp), Iška Loka (Igglack), Iška Vas (Iggdorf), Ježica (Jeschza), Laibach (Ljubljana), Lipljene (Liplein), Log, Medvode (Zwischenwässern), Moste, Pijava Gorica (Piautzbüchel), Podgorica (Podgoritz), Račna (Ratschna), Rudnik, Šent Jurij (Sankt Georgen), Šent Vid (Sankt Veit), Slivnica (Schleinitz), Šmarje (Sankt Marein), Šmarto (Sankt Martin), Studenec (Brunndorf), Tomišelj (Tomischl), Vič (Waitsch), Vrbljene (Werblene), Želimlje (Schelimle) und Zgornja Šiška (Oberschischka).